# تریستان تائورمینو
تریستان تائورمینو (انگلیسی: Tristan Taormino؛ زادهٔ ۹ مهٔ ۱۹۷۱) هنرپیشه، کارگردان فیلم و نویسنده اهل ایالات متحده آمریکا است.
وی همچنین برندهٔ جوایزی همچون جایزه ادبی لامدا شده‌است.